# آفی (خواننده)
آنا-کاترین هارتلی (به انگلیسی: Anna-Catherine Hartley؛ زادهٔ ۹ دسامبر ۱۹۸۷) مشهور به آفی (به انگلیسی: Uffie؛ ‎/ˈʌfiː/‎) خواننده-ترانه‌پرداز، رپر، دی‌جی و طراح مد آمریکایی-فرانسوی می‌باشد.

## زندگی‌نامه
آفی با نام آنا-کاترین هارتلی در میامی، فلوریدا چشم بر جهان گشود. مادر وی ژاپنی و پدر او انگلیسی است. وی در چهار سالگی با خانواده‌اش به هنگ کنگ نقل مکان کرد و در آنجا دوران شکل‌گیری شخصیت خودرا گذراند. هارتلی می‌گوید آفی نام مستعاری بوده که پدرش به او داده بوده و از کلمهٔ فرانسوی œuf به‌معنای تخم‌مرغ آمده‌است.